# Dave Bruylandts
Dave Bruylandts (Lier, 7 december 1976) is een voormalig Belgisch wielrenner.

## Biografie
Bruylandts maakte zijn profdebuut bij Palmans-Ideal in 1999 en viel al vrij snel op. De Lierenaar won dat jaar de Nationale Sluitingsprijs in Putte-Kapellen. Het jaar erop viel hij vooral op in de Ronde van Murcia en in een aantal eendagskoersen zoals de GP Wallonië waar hij vierde werd. Door die prestaties kon Bruylandts in 2001 de overstap maken naar het grotere Domo-Farm Frites waar hij zich opnieuw liet zien in de meerdaagse wedstrijden en klassiekers. In het eerste jaar was hij een paar maal dicht bij een overwinning. Twee keer wist hij een grote overwinning te boeken: de vierde etappe in de Route du Sud en de GP Wallonië. Hij reed dat jaar ook een sterke Ronde van Spanje en Parijs-Nice.
Toch moest hij een andere ploeg zoeken nadat een deel van de ploeg samen ging met Lotto in 2003. Dit werd Marlux-Wincor Nixdorf. Hij won dat jaar opnieuw de GP Wallonië en hij won ook een etappe in Ronde van Burgos en in eigen land een etappe van de Ronde van België. Het jaar daarop besloot hij bij de ploeg te blijven die verderging als Chocolade Jacques Wincor-Nixdorf. Maar in dat jaar, 2004 werd hij na een zeer sterk voorseizoen waarin hij derde werd in de Ronde van Vlaanderen, betrapt op het gebruik van stimulerende middelen, in zijn geval epo. Hij werd voor twee jaar geschorst.
In 2006 had hij een contract gekregen bij Unibet.com, maar nog voor hij kon rijden voor die ploeg - hij mocht weer koersen vanaf 1 april 2006 - werd hij alweer op non-actief gezet door zijn ploeg. Dit nadat bekend werd dat er tijdens een onderzoek van het Parket van Turnhout bij diverse wielrenners stimulerende middelen zouden zijn gevonden, waaronder ook in het huis van Bruylandts. Bruylandts zocht daarop een baan buiten het wielrennen en werd vertegenwoordiger.
In 2007 kwam hij uit voor de continentale ploeg Klaipeda-Splendid als elite zonder contract. Hij boekte dat jaar verschillende overwinningen waaronder een etappe in de Ronde van Namen. 

## Overwinningen
1998
- Eindklassement Ronde van Antwerpen

1999
- Leeuwse Pijl
- Nationale Sluitingsprijs

2000
- 2e etappe Circuito Montañés
- 5e etappe Circuito Montañés
- Eindklassement Circuito Montañés
- 3e etappe Ronde van Castilië en Leon
- Schynberg Rundfahrt Sulz
- GP Jef Scherens

2002
- GP van Wallonië
- 4e etappe Route du Sud

2003
- 5e etappe Ronde van België
- Giro d'Oro
- Dernycriterium, Schriek
- 3e etappe Ronde van Burgos
- GP van Wallonië

2007
- Dwars door het Hageland

## Resultaten in voornaamste wedstrijden
| Jaar | Ronde van Italië | Ronde van Frankrijk | Ronde van Spanje |
| ---- | ---------------- | ------------------- | ---------------- |
| 1999 |                  |                     |                  |
| 2000 |                  |                     |                  |
| 2001 |                  |                     | 51e              |
| 2002 |                  | buiten tijd         | 56e              |
| 2003 |                  |                     |                  |
| 2004 |                  |                     |                  |

| Jaar | Ronde van Vlaanderen | Amstel Gold Race | Luik-Bast.‑Luik | Ronde van Lombardije | Waalse Pijl | Parijs-Brussel | Brabantse Pijl |  | WK op de weg |
| ---- | -------------------- | ---------------- | --------------- | -------------------- | ----------- | -------------- | -------------- |  | ------------ |
| 1999 |                      |                  |                 |                      |             | 13e            |                |  |              |
| 2000 |                      | 34e              |                 |                      |             | 41e            |                |  | 15e          |
| 2001 |                      |                  | 51e             |                      | 24e         |                | 4e             |  | 17e          |
| 2002 | 53e                  | 26e              | 15e             | 31e                  | 18e         |                | 8e             |  |              |
| 2003 | 10e                  | 21e              |                 |                      | 19e         |                | 4e             |  | 64e          |
| 2004 | ↑                    |                  |                 |                      |             |                | 44e            |  |              |